# Cristoforo Colombo (veliero)
Il Cristoforo Colombo fu una nave scuola della Regia Marina usata, unitamente all'Amerigo Vespucci, per l'addestramento degli allievi ufficiali fino alla fine della seconda guerra mondiale.

## Storia

### Costruzione e caratteristiche
Il progettista di questa unità fu il tenente colonnello del Genio navale Francesco Rotundi.

Il Cristoforo Colombo in navigazione

Nel 1925 la Regia Marina aveva ordinato, in vista della prossima radiazione delle ormai due vecchie unità della classe Flavio Gioia, la costruzione di due navi scuola per l'addestramento dei suoi equipaggi e l'allora ministro della Regia Marina ammiraglio Giuseppe Sirianni conferì al tenente colonnello del Genio navale Francesco Rotundi l'incarico per la progettazione e realizzazione delle due nuove scuola e Rotundi, direttore del cantiere navale di Castellammare di Stabia, progettò nel 1930 il Cristoforo Colombo, insieme al Vespucci di dimensioni leggermente diverse, riprendendo i progetti del veliero Monarca, l'ammiraglia della Real Marina del Regno delle Due Sicilie, poi ribattezzato Re Galantuomo quando fu requisito dalla Marina piemontese dopo l'invasione delle Due Sicilie. I progetti ricopiati erano dell'ingegnere navale napoletano Sabatelli ed erano custoditi a Castellammare di Stabia insieme con le tecnologie necessarie alla costruzione di questa tipologia di imbarcazione; le fasce bianche rappresentano le due linee di cannoni dei vascelli ai quali il progettista si era ispirato.
Lo scafo, la struttura, i ponti e i tronchi portanti degli alberi e del bompresso erano in acciaio, così come i pennoni e le sartie. La nave era divisa in tre ponti principali: ponte di coperta, ponte di batteria e corridoio, con castello a prora e cassero a poppa. La copertura del ponte, del castello, del cassero e le rifiniture erano in legno di teak.
La propulsione principale era a vela, costituita da ventisei vele di tela olona, la cui superficie totale misurava 2 824 metri quadrati.
La propulsione secondaria era costituita da due motori Diesel elettrici accoppiati più due dinamo. La nave aveva due eliche controrotanti e coassiali (quindi calettate sullo stesso albero).

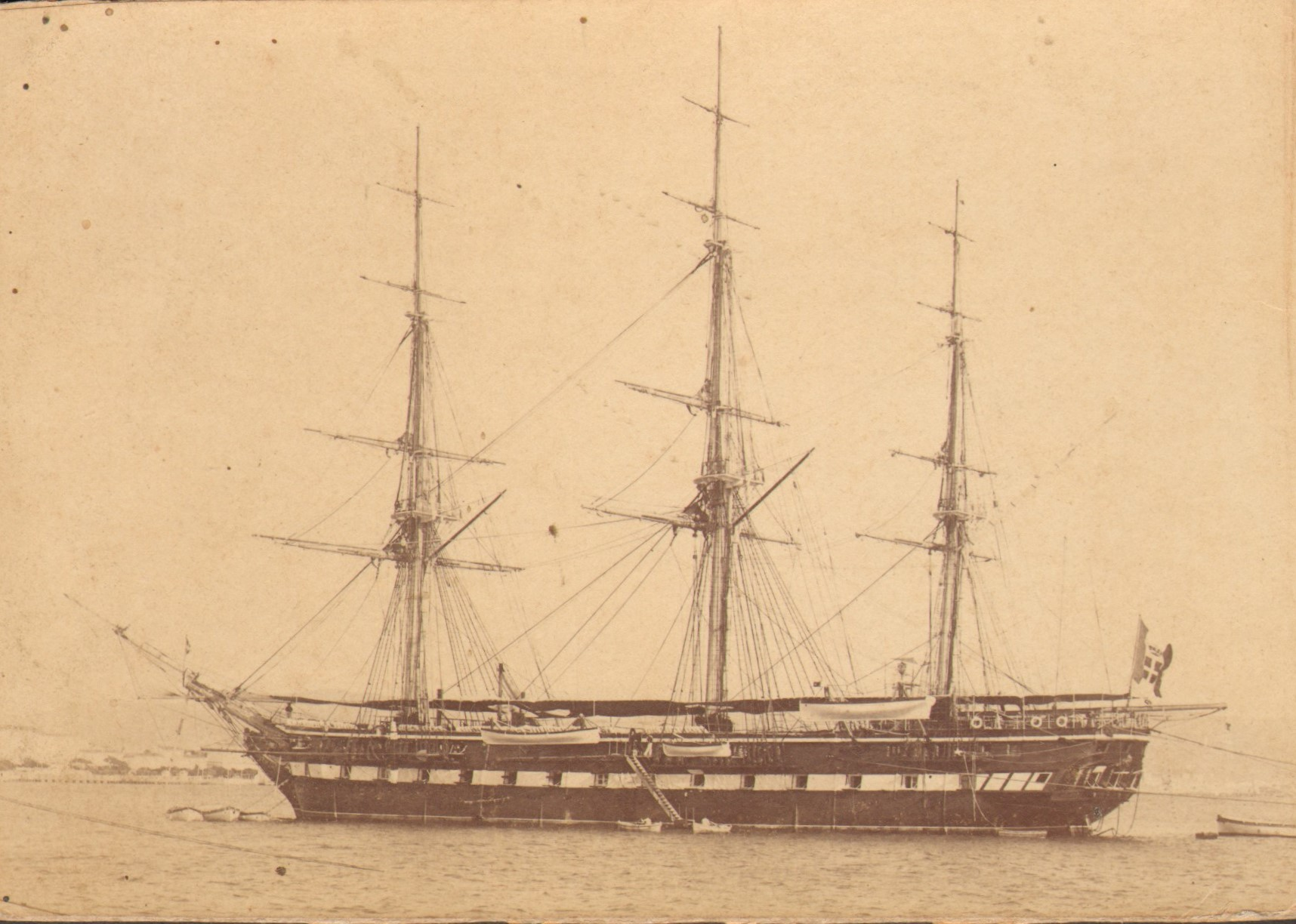
Altra immagine del Cristoforo Colombo

La costruzione delle due unità avvenne nel Regio Cantiere Navale di Castellammare di Stabia. La prima delle due unità a essere costruita fu il Cristoforo Colombo; il suo scafo venne impostato sugli scali il 15 aprile 1926 con il nome di Patria, subito cambiato con il definitivo Cristoforo Colombo in onore del famosissimo navigatore genovese. La nave, varata il 4 aprile 1928, entrò in servizio il 1º luglio 1928 e a partire dal 1931 venne affiancata nella sua attività addestrativa dalla seconda delle unità che erano state ordinate nel 1925, l'Amerigo Vespucci, molto simile, e ancora oggi in attività.
I due velieri, pur apparendo come gemelli, presentavano alcune differenze sostanziali, fra cui la diversa inclinazione del bompresso e il diverso attacco delle sartie, che nel caso del Vespucci erano a filo di murata, mentre sul Colombo erano invece cadenti all'esterno. Altra notevole differenza era rappresentata dalle imbarcazioni maggiori che sul Colombo erano sistemate a centro nave con il relativo picco per le manovre di messa in mare e di sollevamento delle imbarcazioni. Il Colombo inoltre, aveva, per filare le catene delle ancore, due occhi di cubia per mascone, mentre il Vespucci ne possedeva uno solo.
Altra differenza, anche se non visibile, era che il Colombo aveva due eliche mentre il Vespucci solamente una.

### Nome
Il nome Cristoforo Colombo era già stato portato da altre quattro precedenti unità della Regia Marina: la prima era un brigantino a vela proveniente dalla Marina Sarda, varato nel 1843 e radiato nel 1867; seguirono due incrociatori, costruiti entrambi nell'Arsenale di Venezia: il primo varato nel 1875 e in servizio tra il 1876 e il 1891 e il secondo varato nel 1890 e in servizio tra il 1892 e il 1907. Vi fu anche una corazzata impostata nel 1915 nel cantiere Ansaldo di Genova, ma demolita nel 1921 ancor prima di essere stata varata.

### Servizio nella Marina Italiana

Vespucci (a sinistra) e Colombo (a destra) a La Spezia nel 1935

La nave, unitamente all'unità Vespucci, che erroneamente è considerata gemella e che ha invece, come già detto, alcune differenze, andò quindi a costituire nel 1931 la Divisione Navi Scuola, e insieme effettuarono una serie di Campagne di Istruzione, in Mediterraneo, Nord Europa e Atlantico, fino allo scoppio della seconda guerra mondiale. In particolare, nella campagna del 1931 il comando della Divisione Navi Scuola era affidato all'ammiraglio di divisione Domenico Cavagnari (poi capo di stato maggiore della Regia Marina allo scoppio del conflitto), con la Vespucci comandata dal capitano di vascello Radicati e la Colombo comandata dal capitano di fregata Bruto Brivonesi, che poi diventerà ammiraglio.
Le due unità, salpate da Livorno, fecero scalo nei porti di Portoferraio, Lisbona, Brest, Amsterdam, Kiel, Gdynia, Danzica, Londra, Ceuta, Portoferraio e Genova.
Comandante durante la crociera addestrativa del 1933 fu il futuro ammiraglio Alberto da Zara, che comandò la squadra navale durante alcune operazioni belliche, mentre nel 1938 fu a bordo il capitano medico Bruno Falcomatà, poi MOVM con la X Flottiglia MAS nelle acque di Malta.
Dopo che il Colombo ebbe trascorso altri due anni di attività addestrative in acque nazionali, nella zona di Pola dove si trovava uno dei tre CREM, all'armistizio dell'8 settembre 1943, le due unità, che si trovavano a Venezia, raggiunsero Brindisi.

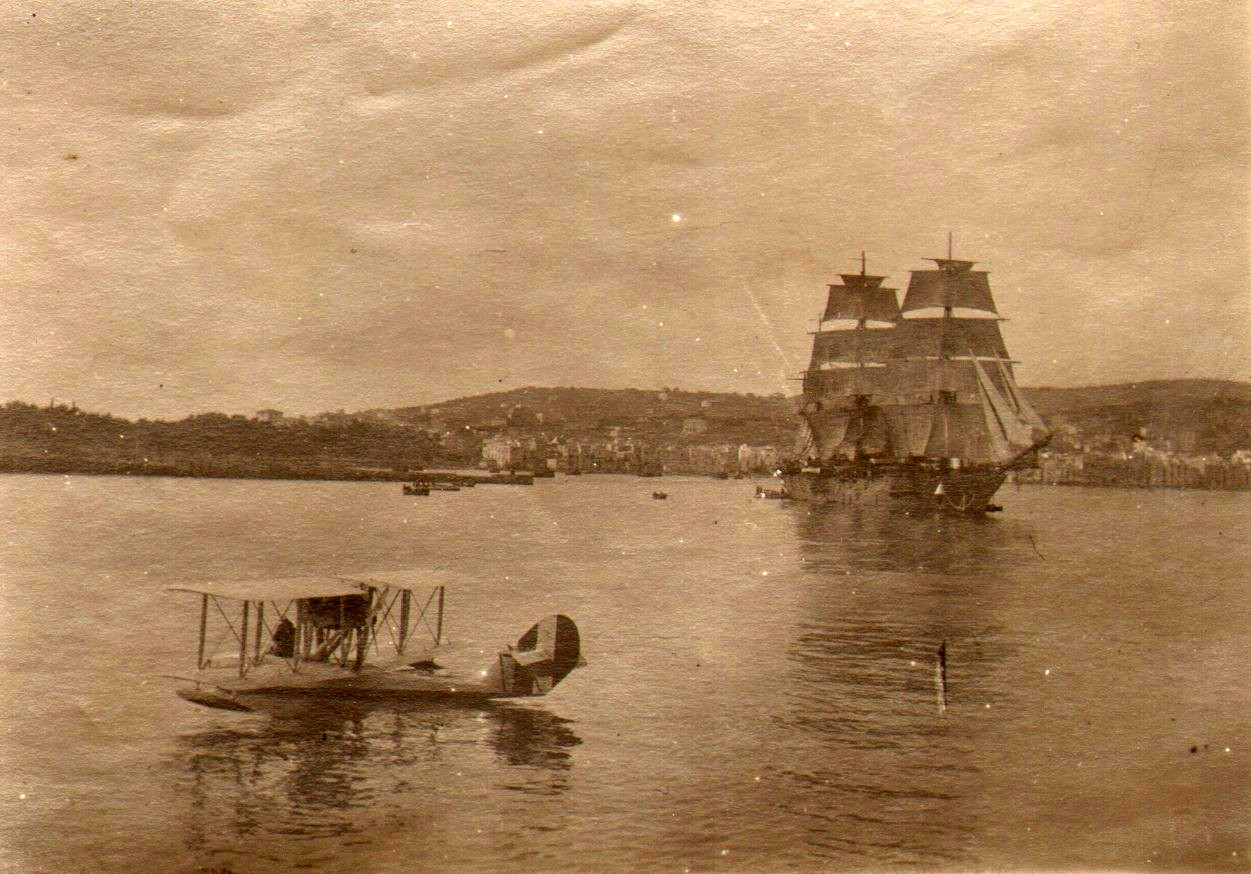
Il Cristoforo Colombo con in primo piano un idrovolante

### La cessione
Nel dopoguerra, in ottemperanza al trattato di pace firmato a Parigi, la nave venne ceduta all'Unione Sovietica nel 1949. I sovietici, oltre alla nave Colombo, ottennero la nave da battaglia Giulio Cesare, l'incrociatore Duca d'Aosta, i cacciatorpediniere Artigliere e Fuciliere, le torpediniere Ardimentoso, Animoso e Fortunale, e i sommergibili Nichelio e Marea, oltre al cacciatorpediniere Riboty, che non venne ritirato a causa della sua obsolescenza, e altro naviglio, quali MAS e motosiluranti, vedette, navi cisterna, motozattere da sbarco, una nave da trasporto e dodici rimorchiatori. Oltre al Riboty, una piccola parte della quota di naviglio destinata ai sovietici non venne ritirata a causa del pessimo stato di manutenzione: per questa parte di naviglio i sovietici concordarono una compensazione economica.

La nave ad Augusta nel febbraio 1949 in attesa della consegna ai sovietici

La consegna delle navi ai sovietici sarebbe dovuta avvenire in tre fasi a partire da dicembre 1948, per concludersi nel giugno successivo. Le unità principali erano quelle del primo e del secondo gruppo. Del primo gruppo facevano parte la corazzata Giulio Cesare, insieme all'Artigliere e ai due sommergibili, mentre del secondo gruppo facevano parte il Duca d'Aosta, la nave scuola e le torpediniere. Per tutte le navi la consegna sarebbe avvenuta nel porto di Odessa, con l'eccezione della corazzata e dei due sommergibili la cui consegna era prevista nel porto albanese di Valona, in quanto la convenzione di Montreux non consentiva il passaggio attraverso i Dardanelli di navi da battaglia e sommergibili appartenenti a Stati privi di sbocchi sul Mar Nero. Il trasferimento sarebbe dovuto avvenire con equipaggi civili italiani sotto il controllo di rappresentanti sovietici e con le navi battenti bandiera della marina mercantile, con le autorità governative italiane responsabili delle navi sino all'arrivo nei porti dove era prevista la consegna.
Si narra che la notte prima della consegna del Colombo all'Unione Sovietica, alcuni giovani ufficiali recuperassero un quadro raffigurante lo sbarco di Colombo a San Salvador, presente nella sala consiglio dell'Unità. Ora quel quadro è esposto nella sala consiglio dell'Amerigo Vespucci.
Per prevenire possibili sabotaggi, le navi dei primi due gruppi di consegne disposte dal trattato di pace sarebbero state condotte ai porti di destinazioni senza munizioni a bordo, che sarebbero state trasportate successivamente a destinazione con normali navi da carico; questo con l'eccezione della corazzata, consegnata con 900 tonnellate di munizioni, che comprendevano anche 1 100 colpi dei cannoni principali e l'intera dotazione di 32 siluri da 533 mm dei due battelli.
La cessione delle navi alle nazioni vincitrici, e in particolare all'Unione Sovietica, dove si trovavano ancora migliaia di prigionieri di guerra italiani, creò un gran fermento fra gli equipaggi della Marina Militare e sdegno in tutta Italia, al punto che durante gli ultimi mesi prima della consegna vennero prese eccezionali misure di sorveglianza mediante ronde, sia sulla banchina sia in tutto il porto, e intorno alle carene delle navi destinate a essere cedute avvenivano continue ispezioni subacquee, con immersioni di palombari ogni trenta minuti, nel timore che vi potessero essere applicate cariche esplosive in grado di provocarne l'affondamento.
Alcuni giovani militanti dei FAR e alcuni reduci della Xª MAS avevano pianificato l'affondamento della nave, che era un mito per tutti i marinai, avendo addestrato generazioni di ufficiali e che bisognava sottrarre all'onta della cessione allo straniero, che in questo caso era anche la culla del comunismo; il piano venne scoperto e il 20 gennaio 1949 vennero arrestati a Taranto lo studente Clemente Graziani, uno dei fondatori dei FAR, e il motorista Biagio Bertucci, mentre alla stazione Termini di Roma vennero arrestati, mentre erano in procinto di prendere un treno per Taranto cinque ex marò della Xª MAS che avevano tutti combattuto nel Battaglione "Barbarigo" sul fronte di Anzio-Nettuno, sorpresi dalla polizia con sette chilogrammi di tritolo nella valigia.
La nave il 9 febbraio 1949 lasciò il porto di Taranto alla volta di Augusta dove il 12 febbraio passò formalmente in disarmo, ammainando la bandiere della Marina Militare e issando quella della Marina Mercantile in attesa della consegna. Il Cristoforo Colombo salpò da Augusta alla volta di Odessa al comando del capitano di fregata Serafino Rittore, ufficiale superiore della Regia Marina Militare al quale era stato affidato l'incarico speciale di trasferire l'unità al porto di consegna in Unione Sovietica insieme con altre unità del secondo gruppo (il Cristoforo Colombo batte ora bandiera mercantile e il comando è affidato a un ufficiale della Regia Marina ora formalmente in abiti da marittimo civile). Il Cristoforo Colombo raggiunge la sua destinazione il 2 marzo e ormeggia nella stessa banchina dove già si trovavano l'incrociatore "Duca d'Aosta" e la torpediniera "Fortunale". All'arrivo in Unione Sovietica al comando dell'unità venne destinato il capitano di corvetta Nikolaj Korzunt. Il pomeriggio successivo con la consegna formale ai sovietici il tricolore venne ammainato per l'ultima volta.

### Dunaj
Ribattezzata con il nome Dunaj (Danubio in russo), la nave dopo essere stata consegnata all'Unione Sovietica venne posta ai lavori nel cantiere di Odessa e i sovietici ridipinsero lo scafo di colore grigio al posto della colorazione bianca e nera che riportava ai ponti delle batterie dei cannoni tipica dei vascelli da guerra della fine del Settecento. Nella Marina militare dell'URSS, la nave, assegnata alla 78ª Brigata di addestramento, venne utilizzata saltuariamente come nave scuola a Odessa nelle acque del Mar Nero fino al 1959, quando passò alle dipendenze della Scuola Superiore del Ministero della Marina di Leningrado che nel 1960 la destinò alla Scuola superiore di ingegneria navale di Odessa. Nel 1961 avrebbe dovuto essere sottoposta a importanti lavori di manutenzione, che mai furono iniziati; nel frattempo venne disalberata e adibita a nave di trasporto per il legno finché nel 1963 bruciò insieme con il suo carico nelle acque sovietiche e poiché venne ritenuto economicamente sconveniente un suo recupero, venne radiata dall'albo delle navi nello stesso anno, restando abbandonata e semidistrutta per altri otto anni fino al 1971, anno nel quale fu definitivamente demolita.

## Nella cultura di massa
In uno dei racconti scritti nel 1959 e poi riuniti in Il compagno Don Camillo di Giovanni Guareschi, la nave viene vista ormeggiata in un porto dell'Unione Sovietica; quando don Camillo (che si è aggregato sotto falso nome a una delegazione guidata da Peppone) indica agli altri delegati uno splendido veliero ormeggiato suscita la risentita reazione di uno di essi, marittimo di professione, che vi riconosce il Colombo sentendo risvegliare il dolore e lo sdegno che la cessione aveva provocato in tutta la sua categoria; esattamente lo scopo che si proponeva Don Camillo, che aveva riconosciuto la nave già in precedenza.

## Comandanti
Questa la lista dei comandanti che si sono avvicendati al comando della nave: 
- capitano di vascello Pietro Starita nel 1929,
- capitano di fregata Bruto Brivonesi nel 1930-31,
- capitano di fregata Alberto da Zara nel 1932-33,
- capitano di fregata Aristotile Bona nel 1933,
- capitano di fregata Vincenzo Brunetti nel 1934,
- capitano di fregata Gaetano Correale nel 1935,
- capitano di fregata Giorgio Giorgis nel 1936-37,
- capitano di vascello Antonio Muffone nel 1938,
- capitano di fregata Luciano Bigi nel 1939,
- capitano di fregata Umberto Zamagni nel 1940,
- capitano di fregata Enrico Giovanni Simola nel 1941,
- capitano di fregata Francesco Baslini nel 1942-43,
- capitano di fregata Carlo Liannazza nel 1943.

### Periodici
- Antonio Cimmino, Nave scuola "Cristoforo Colombo": tre bandiere un triste destino, in Il Nastro Azzurro, n. 4, Roma, Istituto del Nastro Azzurro, luglio-agosto 2011,  pp. 32-35.